# Leichtathletik-Weltmeisterschaften 2011/Teilnehmer (Oman)
| Goldmedaillen | Silbermedaillen | Bronzemedaillen |
| ------------- | --------------- | --------------- |
| —             | —               | —               |

Der Leichtathletik-Verband des Oman stellte bei den Leichtathletik-Weltmeisterschaften 2011 im südkoreanischen Daegu einen Teilnehmer.

## Ergebnisse

### Männer

#### Laufdisziplinen
| Athlet           | Disziplin | Vorlauf | Vorlauf | Halbfinale         | Halbfinale         | Finale             | Finale             |
| Athlet           | Disziplin | Zeit    | Platz   | Zeit               | Platz              | Zeit               | Platz              |
| ---------------- | --------- | ------- | ------- | ------------------ | ------------------ | ------------------ | ------------------ |
| Ahmed al-Merjabi | 400 m     | 47,99 s | 31      | nicht qualifiziert | nicht qualifiziert | nicht qualifiziert | nicht qualifiziert |